# Ministère de l'Information (France)
Pour les articles homonymes, voir Ministère de l'Information.
Le ministère de l'Information est un ancien ministère français. Il apparaît pour la première fois sous la IIIe République, en mars 1938, sous le nom de ministère de la Propagande dans le second cabinet Léon Blum. Conservé au sein des gouvernements du régime de Vichy, le ministère continue d’exister sous la Quatrième République sous le nom de ministère de l'Information. En 1958, Charles de Gaulle revient aux affaires et institue la Cinquième République, prescrivant au ministère de l’Information une mission : réformer et organiser la radiotélévision d’État. Tantôt érigé en ministère, tantôt en secrétariat d'État, ce département de l’Information joue le rôle principal – dans les années 1960 – du contrôle des chaînes de télévision. Supprimé en 1968 en tant que ministère puis en 1969 en tant que secrétariat d'État, ce ministère ne sera pas reconduit sous le premier gouvernement de la présidence de Georges Pompidou mais rétabli en avril 1973 lors des trois gouvernements de Pierre Messmer, puis disparaît définitivement en mai 1974.
Ce ministère a disposé de diverses adresses dont celle du 10 rue de Solférino dans le 7e arrondissement de Paris sous Vichy, puis aux 34-36 avenue de Friedland à partir de 1966 sous la Cinquième République.

## Après la Seconde Guerre mondiale
Le premier occupant du ministère de l'Information juste après la Seconde Guerre mondiale est Jacques Soustelle, qui deviendra célèbre dix ans plus tard lors de la Guerre d'Algérie. Dès septembre 1945, il se heurte à une manifestation réunissant dix mille personnes devant la préfecture de Montpellier, dans l'Hérault, venues soutenir la société des journalistes qui contrôle le Midi Libre, quotidien né de la Résistance, car le ministre de l'Information lui a retiré son autorisation, afin de permettre l'appropriation du journal par Jean Bène, maire de la ville voisine de Pèzenas.

## Sous Charles de Gaulle (1958-1969)
Une triple mission :
1. Les relations publiques du pouvoir exécutif : Le ministère de l’Information reçoit la fonction de porte-parole du gouvernement à l’intérieur comme à l’extérieur du territoire. Il est chargé d’expliquer à l’opinion nationale « les préoccupations et les décisions gouvernementales[2] ». En recevant pour mission d’informer l’opinion des intentions et actions du gouvernement, le ministère s’impose comme le relais inévitable des relations entre les Français et le pouvoir. Il faut, dit-on, « rétablir aussi directement et simplement que possible les communications à l’intérieur du corps social qui est le nôtre, fragmenté actuellement en groupes nombreux, tant humains, techniques et sociaux, que professionnels, et qui ont tendance, de ce fait, à avoir une existence autonome[3] ».
2. La tutelle des grands organismes publics de communication : Une deuxième attribution le dote de la direction ou de la tutelle de grands organismes publics de communication. Il est ainsi tuteur (ou directeur) de l’ORTF, de la SOFIRAD[4] (Société financière de radiodiffusion), de la Société nationale des entreprises de presse (SNEP), de l’agence Havas, de l’AFP et des Actualités cinématographiques. Ses responsabilités varient d’une entreprise à l’autre. En 1959, le ministère se charge de la réforme de la radiotélévision d’État, la RTF. Le nouveau statut choisi à cette occasion ne satisfait personne. Ainsi, en 1964, le cabinet Peyrefitte transforme-t-il à nouveau l’établissement public pour le consacrer en un Office de Radiodiffusion Télévision Française, l’ORTF. À cette date, le ministère de l’Information troque son « contrôle » contre une simple « tutelle ».
3. Le garant de la liberté de la presse : la troisième attribution concerne son rôle de tutelle de l’information privée, notamment de la presse écrite. Un décret du 18 février 1960[5] réaffirme la fonction du ministre de l’Information : celui-ci est « chargé de gérer toutes les questions qui intéressent la presse écrite, considérée aussi bien sous l’angle d’une industrie - le problème du prix du papier journal (…) - que sous l’angle de l’information, du statut des journalistes[6] ». Le ministère reverse aux entreprises de presse la plus grande partie de son budget, à hauteur de 90 %. Il est une sorte de « gestionnaire et distributeur de fonds (…) intégralement mis au service de la liberté d’expression[7] ». La distribution de ces fonds se fait de manière équitable entre les journaux de différentes sensibilités politiques. Il aide la presse, que ce soit pour sa diffusion à l’étranger ou pour son équipement. Par exemple, il verse à la SNCF une subvention destinée à compenser la perte qui résulte pour elle de la réduction de tarif de 50 % applicable au transport des journaux et des publications. Mais le ministère – alors qu’il doit veiller à la liberté de la presse – est également chargé, en collaboration avec le Premier ministre, des saisies d’articles jugés « dangereux » pour la stabilité du pays. Par exemple, Libération, l’Humanité et d’autres journaux communistes avaient été censurés sur certains de leurs articles traitants de la manifestation anti-OAS du 8 février 1962 ; autre exemple : celui du Manifeste des 121.

Responsabilité des relations publiques du gouvernement, contrôle ou tutelle de la télévision d’État, et garant des libertés de la presse : cet amalgame d’attributions ne peut qu’inviter le gouvernement à s’approprier le média télévision. C’est un contexte qui ne manque pas de frapper Jean Boinvilliers, qui déclare devant le Parlement en 1966 : « Le secrétaire d’État auprès du Premier ministre, chargé de l’information est en même temps porte-parole du Gouvernement. On peut par conséquent être surpris, écrivons-nous dans notre rapport, que des liens en apparence indissolubles rassemblent ces diverses activités au sein d’un même ministère ».

## Sous Georges Pompidou (1973-1974)
Le gouvernement de Jacques Chaban-Delmas (20 juin 1969 – 5 juillet 1972) ne comportait ni ministère ni secrétariat d'État chargé de l'information. Le premier gouvernement de Pierre Messmer (5 juillet 1972 - 28 mars 1973) a vu la nomination d'un poste de secrétaire d'État auprès du Premier ministre, chargé de la fonction publique et des services de l'information, tenu par Philippe Malaud. Ce dernier deviendra ministre de l'Information dans le deuxième gouvernement de Pierre Messmer (2 avril 1973 - 27 février 1974), mais seulement jusqu'au 23 octobre 1973. Nommé ministre de la fonction publique à cette date, il sera remplacé par Jean-Philippe Lecat. Dans le troisième gouvernement de Pierre Messmer (27 février 1974 - 27 mai 1974), le poste est reconduit à Jean-Philippe Lecat qui restera le dernier ministre de l'Information de la cinquième République, les présidences suivantes ayant fait disparaitre ce ministère (ou secrétariat d'État) de leur gouvernement. Le ministère de l'Information aura notamment à gérer la disparition de l'ORTF.

## SLII puis CII
Le Service de liaison interministériel pour l’information (SLII) est créé le 31 juillet 1963 par le ministre de l'Information, Alain Peyrefitte.
Directement intégré au sein du ministère de l’Information, il cumule trois missions, :
- rassembler les informations relatives à l’activité des ministères. Pour remplir cette mission, plusieurs réunions sont organisées sous l’égide du service :
  - une réunion hebdomadaire est présidée tous les mardis par Alain Peyrefitte – le ministre de l’Information – et Jacques Leprette – le premier directeur du SLII. Participent à ces séances les représentants de l’ensemble de ministres du gouvernement, ainsi que les directeurs de l’information parlée et télévisée et divers représentants de la télévision (les journalistes de presse écrite sont invités, mais ne s’y rendent jamais).
  - Une séance quotidienne organisée en présence des représentants des principaux ministères (Intérieur, Finances, Affaires étrangères, Éducation, Agriculture, Armées, Travaux et Transports publics, Justice et Affaires sociales). Elle est présidée par le ministre de l’Information, accompagné du directeur du SLII.
- Coordonner l’information gouvernementale sur la ligne générale de l’Exécutif ; après la collecte des informations, il s’agit de les coordonner puis de les aligner sur les positions de la politique du Premier ministre et du chef de l’État. On cherche évidemment à éviter une communication trop dispersée, trop indépendante d’un ministère à l’autre, et parfois même, contradictoire.
- Établir d’étroites et rapides relations avec les différents moyens d’information ; pour la presse écrite, le SLII édite des Notes bleues, fascicules chargés de présenter le bilan des activités gouvernementales. Une vingtaine de cahiers sont édités en 1963, plus d’une centaine l’année suivante. Pour l’information télévisée, les choses s’organisent différemment, notamment grâce aux réunions quotidiennes : chaque jour, à partir de l’été 1963, assiste-t-on au rassemblement des chargés de communication (« attachés de presse ») des principaux ministères et des patrons de l’information télévisée, le tout sous la férule du ministère de l’Information et du SLII.

### Directeurs du SLII
- Jacques Leprette : juillet 1963/ 1965
- Michel Barbier : 1965 / décembre 1968

### Le SLII face à l'information télévisée
Le rôle du SLII quant à la télévision est multiple. Quand un ministre veut accéder au petit écran, il saisit l’Interministériel. Le SLII relaie ensuite la demande au ministère de l’Information, qui alerte alors les autres départements ministériels éventuellement concernés par cette opération d’information. Tous se réunissent ensuite, sous couvert d’une réunion du SLII, pour établir la ligne unique sur laquelle doivent s’harmoniser les messages délivrés par les membres du gouvernement.
Ensuite, la diffusion de cette information est convenue pour chacun des médias : presse écrite, radiodiffusion et télévision. Pour cette dernière, on décide de la forme, de la durée, de la date et du nom des responsables choisis pour la réalisation des émissions.

### Un SLII critiqué
À l’Assemblée nationale, les critiques de l’opposition sur le SLII sont nombreuses. En novembre 1967 par exemple, le socialiste Georges Fillioud fait une déclaration à l’attention du ministre de l’Information : le SLII n’est autre que la « véritable direction des informations parlées et filmées nationales », utilisé comme un « moyen de pression mis à la disposition de chacun de vos collègues du gouvernement pour influencer, pour orienter l’actualité télévisée et radiodiffusée du jour » .

### Disparition du SLII et création du CII
Discrédité après les évènements de mai 1968, le SLII est remplacé le 2 décembre 1968 par le Comité interministériel pour l’information (CII) qui assure notamment « la coordination de l’action d’information menée par les différents ministères » et la mise en œuvre des « actions nécessaires pour assurer une meilleure diffusion des informations intéressant l’action de pouvoirs publics ». Il est alors dirigé par Pierre Hunt.